# Jean-Pierre Jouffroy
Ne doit pas être confondu avec Jean-Pierre de Jouffroy.
Pour les articles homonymes, voir Jouffroy.
 (septembre 2019).
Si vous disposez d'ouvrages ou d'articles de référence ou si vous connaissez des sites web de qualité traitant du thème abordé ici, merci de compléter l'article en donnant les références utiles à sa vérifiabilité et en les liant à la section « Notes et références ».
Jean-Pierre Jouffroy, né le 20 avril 1933 à Paris et mort le 17 septembre 2018 à Arcueil, est un peintre, dessinateur, graveur, sculpteur, directeur artistique de périodiques, affichiste, historien d'art et écrivain français.

## Biographie
Jean-Pierre Jouffroy naît le 20 avril 1933 dans le 7e arrondissement de Paris.
Dès 1944, Jean-Pierre Jouffroy découvre la peinture dans la galerie Jeanne Bucher où des œuvres de César Domela, Vassily Kandinsky et Nicolas de Staël sont exposées. « Quand j'ai vu cette façon que Kandinsky avait de toucher l'inconnaissable, j'ai su tout de suite, abasourdi, que c'était pour moi, que ce serait mon domaine, mon territoire »[réf. nécessaire] écrit-il.
En 1945, il est envoyé dans un pensionnat de bénédictins à la Pierre-qui-Vire à Saint-Léger-Vauban, dans le Morvan. Il profite de l'enseignement de l'un des moines, Maurice Lavergne, qui l'initie aux rudiments du dessin et de la peinture. « J'ai pris là-bas le virus de la peinture, un territoire où j'étais inatteignable »[réf. nécessaire] dit-il.
Cette passion ne le quitte plus et pendant ses études à Sciences Po, il vend son premier tableau en 1950 à Alexandre Monnier (successeur de Claude Bernard à la chaire de physiologie de la Sorbonne), grâce auquel il rencontre l'historien Pierre Francastel et le peintre Charles Lapicque dans un colloque sur la couleur.
C'est l'époque où il sillonne les musées d'Europe ce qui lui permet d'étudier la peinture classique. Il fait la connaissance des peintres qui vont influencer son œuvre : Pablo Picasso, Jacques Villon, Georges Braque, Fernand Léger, Serge Poliakoff, Édouard Pignon, Jean Bazaine, Roberto Matta. Il fréquente la galerie de Beaune tenue par Suzanne de Coninck. Il y rencontre Xavier Longobardi et lit une plaquette sur Nicolas de Staël à qui il rend visite.
Le 22 novembre 1954, il fait sa première exposition à la galerie du Passeur à Paris et remporte un succès inattendu. Cette année 1954 marque les débuts de son engagement politique avec l'insurrection des Aurès. L'expression de ses opinions vis-à-vis du statut colonial en Algérie dans l'une de ses copies à Sciences Po lui vaut une note éliminatoire à l'exposé oral et il sort non diplômé de l'école.
La peinture prend toute la place dans sa vie.
Le 16 mars 1955, la mort de Nicolas de Staël affecte profondément le jeune peintre.[réf. nécessaire]
En juin 1955, il décroche son premier contrat chez Maxime Blum : avocat et collectionneur.
Le 12 décembre 1955, il rencontre Patricia Lambert. Ils se marient deux mois plus tard et ont partagé leur vie depuis ce jour fondant une famille de quatre enfants.
De 1955 à 1958, il peint et expose dans de nombreuses galeries parisiennes.
En 1956, il est sous contrat chez André Weil et il rentre en contact avec le collectionneur américain Nathan Cummings qui lui achète plusieurs centaines d'œuvres en dix ans[réf. nécessaire].
Le 1er mai 1958, il est incorporé dans l'armée pour deux ans. Son opposition à la guerre d'Algérie se conforte pendant son séjour à l'armée. Il rencontre des militants communistes opposés comme lui à ce conflit colonial. À son retour du service militaire, il peint plusieurs toiles en rapport avec la guerre d'indépendance algérienne[réf. nécessaire].
Jean-Pierre Jouffroy est un travailleur acharné. Inspiré par ses prédécesseurs, il fonde son œuvre sur la matière et l'objet, s'éloignant des peintres abstraits des années 1950 dont il dit « On n'imagine pas la ferveur romantique du cercle des peintres abstraits des années cinquante, atmosphère de combat pour une juste cause, abnégation, joie militante »[réf. nécessaire].
Il expérimente les matières à sa disposition en peinture, en gravure et en sculpture.
Dans la peinture, il utilise l'acrylique autant que l'huile, les projections sur réserve autant que la peinture à la brosse à la façon de Rubens, les collages. Il met ces techniques au service d'une grande variété productive : paysages, portraits et autoportraits. Il se consacre pendant de longues périodes à des thèmes d'inspiration picturale ou musicale. Les femmes et la chair occupent une place prépondérante.
La couleur domine sa peinture de toute sa force, véhiculée par une matière riche et éclatante.
Il travaille tous les formats du plus petit au plus grand, certains paysages dans des boîtes de camembert quand des nus féminins monumentaux sont peints sur des toiles de dix mètres de haut et servent de toile de fond à la grande scène de la fête de l'Humanité (1989).
Son œuvre gravé est tout aussi varié : il entretient avec la taille-douce et l'eau-forte un rapport passionnel. Non seulement, il grave lui-même ses planches de cuivre mais il imprime ses épreuves sur une presse à bras qui trône au milieu de son atelier. Il modernise la taille d'épargne en remplaçant le bois par le plexiglas et en le gravant à la fraise de dentiste. Il expose des tôles gravées, se sert de la technique de la sérigraphie et de la tôle émaillée.
En sculpture, il utilise tantôt des débris métalliques, inspiré par son ami Albert Féraud, tantôt du fil d'acier pour faire de grandes sculptures linéaires : dessins dans l'espace à travers lesquels la lumière et le paysage s'entrelacent. Il travaille la pierre, le bronze, l'acier…
Pour deux commandes publiques il va utiliser des matériaux nouveaux : à Montreuil en 1977, une BD de tôle émaillée avec comme thème l'histoire d'Atalante ; en 1998 pour un collège d'Arcueil, il travaille avec l'industrie du verre pour faire de grands portraits de Dulcie September en verre trempé émaillé.
Tout au long de sa vie de créateur, il refuse de s'enfermer dans un système, il cherche en permanence le renouveau de son inspiration plastique. Lors d'une séance filmée dans son atelier par Raoul Sangla en 2009, devant les six toiles de 3 x 2 m sur le thème de l'Olympia de Manet, il dit : « Je suis un vieux peintre, et quand on a fini une telle série, le problème est de savoir ce qu'on va faire après. »
Une des préoccupations permanentes de l'artiste est d'éviter la répétition. Le foisonnement de sa production en est le témoin. Son travail est marqué tout au long de ces soixante-cinq années de création par une sorte d'unité, de patte, qui fait qu'on reconnaît la façon, l'art de Jean-Pierre Jouffroy de sa première à sa plus récente toile.
« Leibniz dit que la musique c'est l'algèbre de Dieu. J'ai toujours eu envie de quelque chose de plus proche de la matière que l'algèbre. La peinture c'est la géométrie des hommes. »[réf. nécessaire].
Grand connaisseur de l'histoire de l'art, il a toujours expliqué et défendu la peinture des autres, aussi bien ses contemporains que les plus anciens. Il a publié des livres d'art, sur Pablo Picasso, Jérôme Bosch, Nicolas de Staël, Vincent van Gogh, Xavier Longobardi, Peter Bruegel, Roger Trystram et de nombreux articles pour défendre la peinture et la liberté artistique. Les éditions Delga ont publié en 2010 la totalité de son œuvre écrite : « Trajectoires de la peinture ».
Directeur artistique, il a créé vingt-deux formules de journaux : revues littéraires, revues cinématographiques, hebdomadaires, revues politiques, sociales, économiques.
Ses nombreuses activités artistiques sont accompagnées d'un investissement politique important. Il adhère au PCF en juillet 1962. Il défend une création artistique libre de toute entrave politique. Il enseigne dans les écoles du PCF et de la CGT.
Secrétaire général de l'union des arts plastiques de 1969 à 2000, il est à l'origine avec Ladislas Kijno et Jean Milhau de la création de la sécurité sociale pour les peintres et les sculpteurs. Il a provoqué et dirigé dans les années 1970, la lutte contre la démolition de la Cité fleurie, boulevard Arago à Paris.
Avec André Delord, il organise les grandes expositions de la fête de l'Humanité de 1966 à 1992 puis de 2001 à 2005. Il le fait aussi pour de nombreuses autres expositions dont celle de Roberto Matta à Saint-Denis[Lequel ?] en 1967, qui fait naître entre eux une indéfectible amitié.
Lors de l'exposition Picasso à la fête de l'Humanité, réalisée cinq mois après la mort du peintre espagnol en avril 1973, Jean-Pierre Jouffroy commence la préface du catalogue par cette phrase : « Les peintres ne naissent pas et ne se développent pas pour nous donner ultérieurement le plaisir de les caractériser comme tels, mais bien parce qu'ils ont quelque chose à faire et que ce quelque chose nous concerne, nous, maintenant, et pour longtemps. ».
Jouffroy a été tout au long de sa carrière de peintre, sculpteur, graveur, persuadé de l'importance de la peinture et de la nécessité de la faire, de la montrer et d'en expliquer le rôle.
Jean-Pierre Jouffroy  meurt le 17 septembre 2018 à Arcueil.

## Famille
Jean-Pierre Jouffroy est le père de la chirurgienne et femme de lettres Pomme Jouffroy, de l'éditrice et chanteuse Clémentine Jouffroy, de l'avocate Flore Asselineau et du directeur commercial Adrien Jouffroy.

## Publications
- Le Jardin des délices de Jérôme Bosch grandeur nature, Hier et demain (1977), prix Charles Blanc de l’Académie française en 1978.
- La mesure de Nicolas de Staël, Ides et Calendes (1981).
- Jeux d'enfants de Peter Bruegel, Éditions de la Farandole (1981).
- Pablo Picasso, de l'image à la lettre (en collaboration avec Édouard Ruiz), Temps actuels Messidor (1981).
- L'Espace et la lumière de Xavier Longobardi, Éditions Clair-Obscur (1982).
- La Raison de Vincent Van Gogh, Messidor (1990).
- Au rendez-vous allemand, Camino Verde (1999).
- Picasso et la presse, un peintre dans l’histoire, L’Humanité & Éditions Cercle d’art (2000).
- Trajectoires de la peinture, Éditions Delga (2010).
- Roger Trystram, Éloge de la peinture, La Réserve d'area (2013).

## Récompenses et distinctions
- 1957 : Prix Pacquement de la Société des Amis du Musée d'Art Moderne.
- 1978 : Prix Charles-Blanc de l'Académie française pour le livre Le Jardin des délices de Jérôme Bosch grandeur nature
- 1999 : Chevalier de l'Ordre national du Mérite.
- 2001 : Chevalier de la Légion d'Honneur. Décoré le 8 novembre 2001 par Jean-Claude Gayssot, ministre des Transports à l'Hôtel de Roquelaure.